# الفرع آل سوبان

تعديل مصدري - تعديل

الفرع آل سوبان هي إحدى قرى عزلة  الوضيع بمديرية الوضيع التابعة لمحافظة أبين، بلغ تعداد سكانها 77 نسمة حسب تعداد اليمن لعام 2004.